# Emotions
Emotions je druhé album americké zpěvačky Mariah Carey, které vyšlo v roce 1991. Album se dostalo na čtvrté místo americké albové hitparády a obsahovalo písně, které se všechny umístily v první pětici hitparády Billboard Hot 100.

## Seznam písní
| Číslo | Název                  | Délka |
| ----- | ---------------------- | ----- |
| 1.    | Emotions               | 4:08  |
| 2.    | And You Don't Remember | 4:26  |
| 3.    | Can't Let Go           | 4:27  |
| 4.    | Make It Happen         | 5:07  |
| 5.    | If It's Over           | 4:38  |
| 6..   | Youre So Cold          | 5:05  |
| 7.    | So Blessed             | 4:13  |
| 8.    | To Be Around You       | 4:37  |
| 9.    | Till the End of Time   | 5:35  |
| 10.   | The Wind               | 4:41  |

## Umístění ve světě
| Hitparáda      | Umístění |
| -------------- | -------- |
| USA            | 4        |
| Japonsko       | 3        |
| Velká Británie | 4        |
| Kanada         | 5        |
| Nový Zéland    | 6        |
| Nizozemsko     | 7        |
| Austrálie      | 8        |
| Švédsko        | 13       |
| Švýcarsko      | 15       |
| Itálie         | 16       |
| Francie        | 38       |
| Rakousko       | 39       |
| Německo        | 46       |

| Prodejnost | Počet     |
| ---------- | --------- |
| Celkem     | 8,000,000 |

## Ocenění a nominace
| Rok  | Ocenění       | Kategorie                        | Výsledek |
| ---- | ------------- | -------------------------------- | -------- |
| 1992 | Grammy Awards | Nejlepší hudební producent       | nominace |
| 1992 | Grammy Awards | Nejlepší ženská píseň (Emotions) | nominace |